# Un rayon de soleil
Pour les articles homonymes, voir Rayon de soleil.
Pour plus de détails, voir Fiche technique et Distribution.
Un rayon de soleil est un film français réalisé par Jean Gourguet et Georges Péclet, sorti en 1929.

## Fiche technique
- Titre : Un rayon de soleil
- Autre titre : L'Effet d'un rayon de soleil sur Paris
- Réalisation : Jean Gourguet, Georges Péclet
- Photographie : Lucien Bellavoine
- Pays d'origine :  France
- Durée : 47 minutes
- Date de sortie : 1929

## Distribution
- Mona Goya
- Georges Péclet
- Mario Nasthasio

## À propos du film
- Rappelant qu'autour de 1930 « de jeunes cinéastes font entrer la banlieue dans l'histoire du cinéma dans les courts métrages de leurs débuts », un ouvrage dirigé par Michel Wieviorka indique : « Un autre film presque ignoré jusqu'à sa réédition en DVD s'inscrit dans cette veine, insérant dans la description d'un dimanche entre Paris et sa banlieue une petite intrigue cocasse qui ne parvient pas à détruire l'image gentiment réaliste : L'Effet d'un rayon de soleil, de Jean Gourguet (1928) »[1].
- Selon les sources, la réalisation d'Un rayon de soleil est attribuée à Jean Gourguet seul ou à Jean Gourguet et Georges Péclet.
- Dans Les Excentriques du cinéma français 1929-1958, Olivier Barrot et Raymond Chirat notent que Mona Goya « tient la vedette dans le film bon enfant de Jean Gourguet, Rayon de soleil sur Paris, qui anticipe sur Nogent Eldorado du dimanche de Carné ou À La Varenne de Dréville »[2].